# Richard II (Shakespeare)
Pour le personnage historique, voir Richard II.
Richard II est une fresque historique en vers écrite par William Shakespeare en 1595 inspirée par le règne (1377-1399) de Richard II d'Angleterre. Bien que la pièce de théâtre ait pu être écrite indépendamment, elle constitue la première partie d'une tétralogie, nommée Henriad. Aussi trois pièces relatant la vie des successeurs de Richard II la suivent : Henry IV (première partie), Henry IV (deuxième partie), et Henri V.

## Contexte historique et politique
La pièce s'ouvre en 1398 sur une violente querelle entre Bolingbroke et Mowbray, que le spectateur moderne a du mal à comprendre au premier abord. À part les quelques suggestions de l'acte I scène 2, Shakespeare a négligé de donner de plus amples explications, sans doute parce que les spectateurs de son époque en connaissaient suffisamment la raison pour en suivre sans difficulté le déroulement. En effet en 1587, Raphael Holinshed avait fait dans ses Chronicles un rapport complet des événements du début du règne de Richard II, ainsi que le Mirror for Magistrates, un recueil de biographies. Enfin une pièce anonyme, intitulée Woodstock, écrite vraisemblablement un peu avant celle de Shakespeare, rapporte les difficultés du règne du jeune Richard entre 1382 et 1397 et la mort du personnage éponyme, Woodstock. Parfois attribuée à Shakespeare et dans laquelle il aurait peut-être joué, cette pièce s'achève si précisément là où Richard II commence que des universitaires modernes la nomment parfois Première partie de Richard II.
Le roi Édouard III a eu, entre autres, cinq garçons ayant atteint l'âge adulte. Ce sont, par ordre chronologique, Édouard de Woodstock, l'aîné, dit « le Prince noir », Lionel d'Anvers duc de Clarence, Jean de Gand duc de Lancastre, Edmond de Langley duc d'York et Thomas de Woodstock duc de Gloucester. Le prince héritier, Édouard de Woodstock, meurt de maladie en 1376, un an avant son père, laissant un jeune enfant. Aussi, à la mort d'Édouard III, c'est ce petit-fils, Richard, dit de Bordeaux, qui devient roi. Il est couronné à l'âge de onze ans en 1377 sous le nom de Richard II.
Les premières années, Richard est assisté par ses oncles, plus particulièrement Jean de Gand et Thomas de Woodstock. Mais, à partir de 1386, il s'émancipe et choisit ses propres conseillers, à qui il accorde des biens et des titres exagérés, comme marquis de Dublin ou duc d'Irlande. Il engage aussi des dépenses extravagantes et futiles, payées par de lourds impôts levés sur tout le pays. Ses conseillers sont récusés au Parlement, et un nouveau conseil, composé de Woodstock, Warwick, Arundel, Bolingbroke et Mowbray, appelés les Lords Appellant (seigneurs ayant fait appel devant le Parlement, accusant le roi de mauvaise gestion), lui est imposé. Les troupes de ces derniers affrontent même les forces royales qui sont battues à Radcot Bridge en 1387. Le roi est contraint de se soumettre à cette nouvelle tutelle, mais conserve une rancœur tenace.
Quelque dix années plus tard, lors d'une crise politique peu claire, Richard fait arrêter les principaux Lords Appellant, Woodstock, Arundel et Warwick, pour trahison. Warwick se soumet et est exilé, tandis qu'Arundel reste intraitable et est décapité. Au moment où doit s'ouvrir le procès de Woodstock, emprisonné dans la forteresse de Calais sous la garde de Mowbray, ce dernier annonce la mort de son prisonnier. Il s'agit presque certainement d'une mort violente, mais il n'a jamais été éclairci si Richard était le commanditaire de ce crime, ni si Mowbray en avait été l'exécutant, et dans ce cas s'il avait agi de son plein gré ou sous la menace royale d'un procès semblable aux autres Lords Appellant. Shakespeare, en revanche, fait état à plusieurs reprises de l'implication du roi.
Lors d'une session au Parlement en 1398, Henry Bolingbroke accuse publiquement Mowbray d'être responsable de ce meurtre, tout en visant tacitement le roi. C'est le début de la pièce de Shakespeare.

## Argument

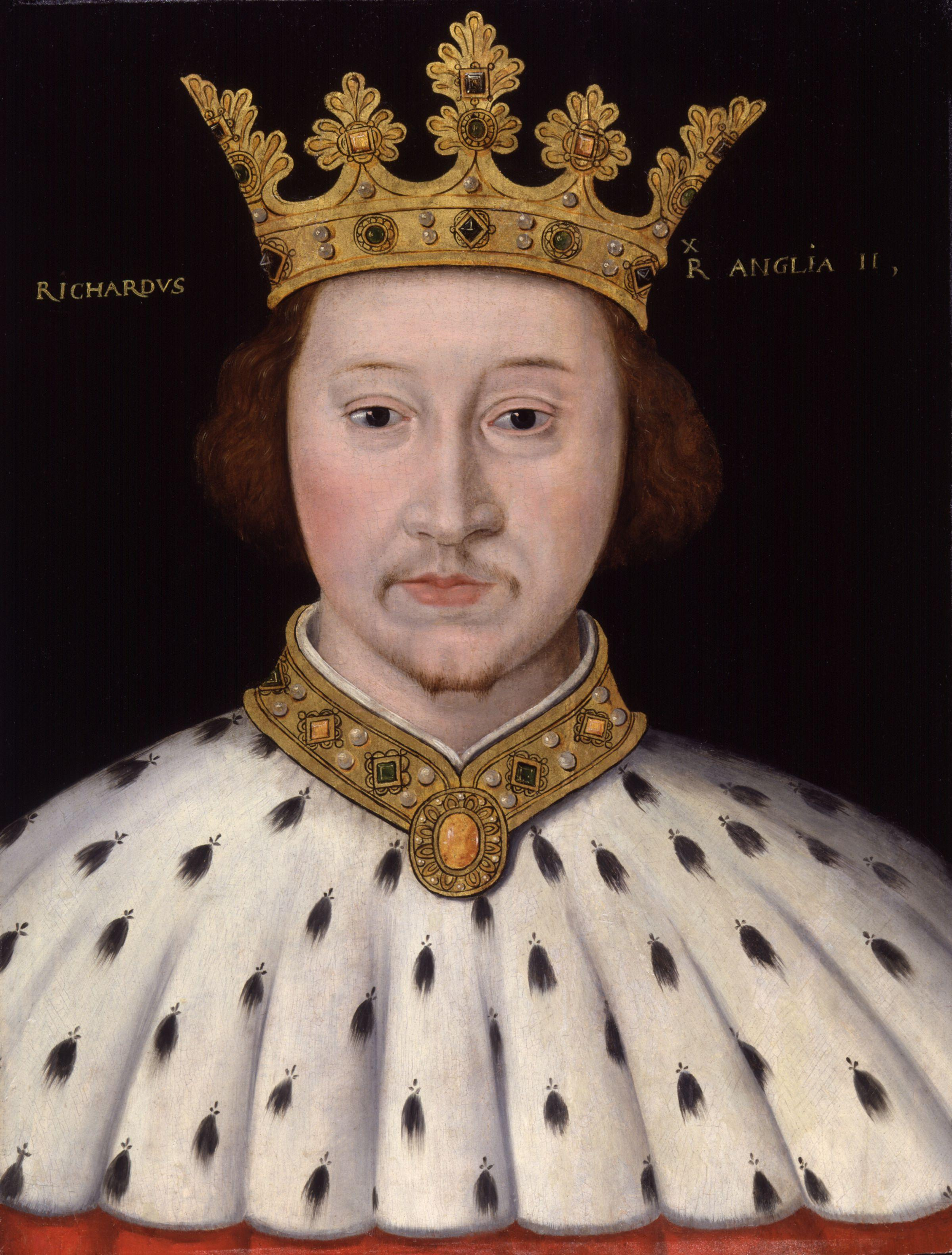
Le roi Richard II.

Des accusations mutuelles de trahison amènent Bolingbroke, fils aîné de Jean de Gand et cousin du roi, et Mowbray, duc de Norfolk à un duel judiciaire. Le roi Richard, qui préside cette cérémonie, l'interrompt brutalement et, après consultation de son conseil, condamne les deux adversaires à l'exil, Bolingbroke à dix années, Mowbray au bannissement à vie.
L'année suivante, quand Jean de Gand meurt, Richard II s'empare de tous les biens du défunt pour pouvoir faire la guerre en Irlande, déshéritant ainsi totalement Bolingbroke. Ce dernier quitte la France, aborde dans le nord de l'Angleterre, rassemble des troupes et marche vers le sud, rejoint en chemin par d'autres nobles, qui craignent d'être à leur tour dépossédés de leurs biens par décision du roi.
Bolingbroke capture et fait exécuter de rares opposants, restés fidèles au roi, qu'il rencontre. Quand Richard débarque enfin au Pays de Galles, sans troupes, trahi par ses derniers partisans et abusé par les stratagèmes des amis de Bolingbroke, il est rapidement capturé. Bolingbroke ne réclame au début que la restitution de ses titres et terres, ce qui lui est accordé. Mais l'impopularité du roi et son absence de soutien permettent à Bolingbroke d'usurper la couronne d'Angleterre, pour laquelle il n'avait pourtant aucun droit. Richard est déposé et Bolingbroke couronné roi sous le nom de Henri IV. Après que quelques comtes eurent tenté de le restaurer en janvier 1400, Richard meurt mystérieusement au château de Pomfret, Shakespeare choisissant de le montrer assassiné par un proche de Henri IV.

## Personnages
Les éditions in-quarto et in-folio originelles ne comportent pas de liste des personnages pour cette pièce. Ces listes ne sont apparues que dans les éditions modernes.
- Le roi Richard II
- Jean de Gand, duc de Lancastre
- Edmond, duc d'York
- Le duc d'Aumerle, fils du duc d'York
- La reine, Isabelle de Valois, épouse du roi Richard
- La duchesse d'York, Jeanne Holland
- La duchesse de Gloucester, Éléonore de Bohun
- Thomas Mowbray, duc de Norfolk

Les rebelles
- Henry Bolingbroke, fils de Jean de Gand, duc de Hereford, futur roi Henri IV
- Le comte de Northumberland, premier du nom
- Harry Hotspur, fils du précédent. Présenté dans la pièce comme un adolescent, il est en réalité plus âgé que Bolingbroke[11]
- Lord Ross (en)
- Lord Willoughby (en)
- Lord Fitzwater, sans doute sir Robert FitzWalter
- Sir Piers Exton, meurtrier de Richard II

Les alliés de Richard
- Le duc de Surrey
- Le comte de Salisbury, un des plus fidèles amis de Richard
- Lord Berkeley (en), 5e du nom
- Bushy, favori du roi
- Bagot, favori du roi
- Greene, favori du roi
- L'évêque de Carlisle Thomas Merke
- L'abbé de Westminster
- Sir Stephen Scroop, frère de William le Scrope, comte de Wiltshire

Autres
- Le lord Maréchal
- Le capitaine d'une troupe de Gallois
- Une dame de compagnie de la reine
- Seigneurs, hérauts, officiers, soldats, deux jardiniers, un geôlier, un messager, un palefrenier et d'autres serviteurs.

## Résumé

### Acte I - Le bannissement

#### Scène 1 (au château de Windsor[12])
Le roi a fait venir à Windsor Bolingbroke et Mowbray pour qu'il examine leur querelle. Il donne tout d'abord la parole à Bolingbroke qui accuse Mowbray d'avoir détourné à des fins lubriques de l'argent destiné à payer les troupes royales, d'avoir constamment comploté contre le roi, et enfin d'avoir tramé la mort de Woodstock, duc de Gloucester. Mowbray récuse toutes ces accusations en donnant des explications. Il se dit prêt à affronter Bolingbroke dans un duel judiciaire pour prouver sa bonne foi et sa loyauté. Le roi tente d'abord de les apaiser, leur conseillant de se pardonner mutuellement, mais devant leur refus catégorique, le roi est contraint de fixer une date pour le combat, dont l'issue désignera le coupable.

#### Scène 2 (à Londres chez Gand[13])
La duchesse de Gloucester est venue demander à son beau-frère, Jean de Gand, de venger son mari, Thomas de Woodstock, mais Gand lui répond à mots couverts que, comme c'est le roi qui a organisé ce duel, il ne peut rien faire d'autre qu'attendre le châtiment du ciel, car on ne conteste pas l'autorité du roi. Cette scène, qui rappelle les récents événements passés, a pour objet d'informer le spectateur que le roi est le commanditaire secret du crime.

#### Scène 3 (la lice deCoventry[15])

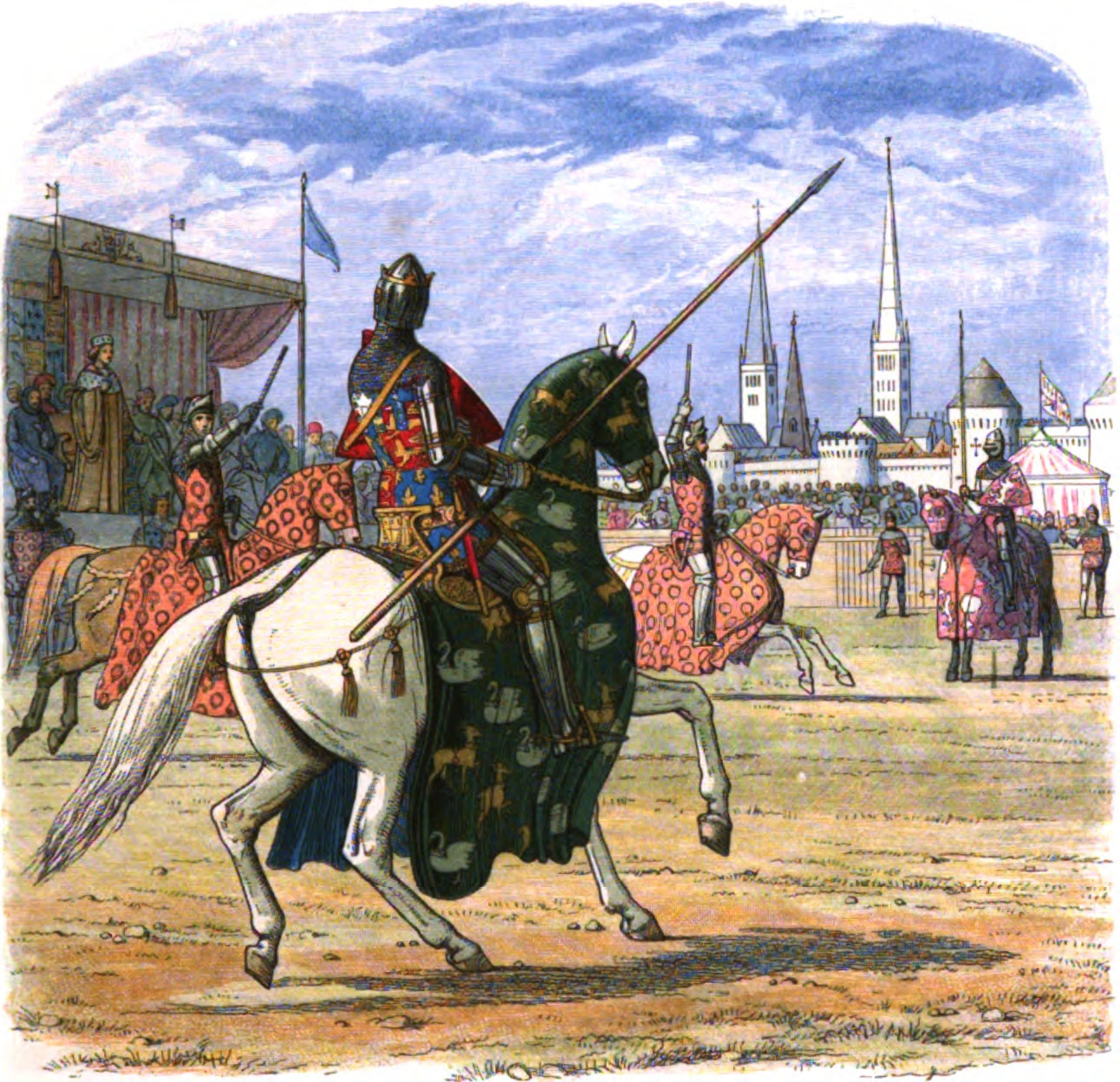
Richard fait arrêter le duel judiciaire entre Bolingbroke et Mowbray

Le duel judiciaire se prépare avec tout le cérémonial et le formalisme requis, donnant à la scène une atmosphère médiévale et poétique. Les deux combattants sont en place, prêts à s'élancer l'un contre l'autre, quand le roi interrompt le combat. Les raisons qu'il invoque sont respectables (ne pas verser le sang que le royaume a nourri) et habiles (les adversaires sont motivés par la haine et l'ambition et non par la révélation de la vérité), mais on imagine qu'il craint surtout que la désignation du coupable ne le mette en cause lui aussi. Richard substitue au verdict du duel des peines de bannissement pour les deux adversaires, six ans pour Bolingbroke, à perpétuité pour Mowbray. Les deux adversaires abattus sortent séparément.

#### Scène 4 (auPalais de Westminster[17])
Lorsqu'il se retrouve avec ses favoris, le ton de Richard change : il se montre cynique et hypocrite. Aumerle lui raconte qu'il a accompagné un moment Bolingbroke sur le chemin de l'exil, se vantant auprès du roi d'avoir feint une émotion qu'il ne ressentait pas. Richard appréhende néanmoins le retour de Bolingbroke dans six ans, car le peuple semble l'aimer, inquiétude qui s'avérera justifiée. Bushy vient leur apprendre que Gand est gravement malade et réclame le roi. Richard montre encore une fois son cynisme en souhaitant qu'il meure rapidement, afin qu'il puisse s'emparer de ses richesses pour financer l'imminente guerre en Irlande.

### Acte II - La rébellion

#### Scène 1 (au palais d'Ely[18])
Gand mourant a l'intention de donner des conseils au roi, pensant qu'il écoutera quelqu'un au terme de sa vie. Mais son frère, York tente de le dissuader, lui disant que Richard a toujours été sourd aux conseils de sa famille. Néanmoins, quand Richard entre, Gand entreprend de le raisonner. Richard n'accepte pas ses conseils et se fâche, aussi Gand finit par sortir. Peu après, Northumberland entre leur apprendre que Gand est mort. Richard annonce qu'il saisit tous ses biens pour financer la guerre en Irlande. York est révolté par cette décision de déshériter Bolingbroke, qui devient automatiquement à la mort de son père duc de Lancastre.
York prévient le roi qu'en agissant ainsi, il remet en question tous les droits coutumiers du royaume, et soumet tous les nobles au risque de se voir eux aussi dépossédés selon le bon plaisir du roi. Richard persiste et York sort en prédisant que cela ne produira rien de bon. Richard sort à son tour en disant qu'il part guerroyer en Irlande.
Les quelques nobles qui restent partagent leur inquiétude d'être spoliés à leur tour. Aussi quand Northumberland leur annonce que Bolingbroke, armé et équipé par le duc de Bretagne, est parti de Port-Blanc avec dix navires et fait voile vers l'Angleterre, ils se précipitent pour se rallier à lui.

#### Scène 2 (scène totalement fictive[21])
La reine confie son inquiétude, apparemment sans fondement, à Bushy. Greene entre leur apprendre que Bolingbroke a débarqué en Angleterre sans avoir achevé son temps d'exil, et que plusieurs seigneurs se sont ralliés à lui. York, devenu régent du royaume en l'absence de Richard, entre en disant que, manquant d'argent, il ne pourra opposer une armée assez forte. Les favoris du roi, conscients de leur situation critique, s'enfuient.

#### Scène 3 (quelque part en Angleterre)
Bolingbroke et Northumberland cheminent ensemble, quand le fils de ce dernier, Henry Percy, arrive les informer que son oncle, le comte de Worcester, a aussi abandonné le camp du roi. York survient à son tour, reprochant à son neveu, Bolingbroke, son retour illicite d'exil, et l'accusant de trahison envers le roi. Bolingbroke lui répond qu'il a été banni en tant que duc de Hereford et qu'il est maintenant duc de Lancastre, injustement spolié, revenu réclamer uniquement ses droits. York avoue que ses forces sont trop faibles pour s'opposer à lui, et qu'il préfère rester neutre dans cette querelle.

#### Scène 4 (quelque part auPays de Galles)
Le comte de Salisbury apprend d'un capitaine gallois que les troupes qu'il avait rassemblées pour le roi ont fini par se disperser à force d'attendre, Richard ayant trop tardé à rentrer d'Irlande.

### Acte III - La confrontation

#### Scène 1 (àBristol)
Bolingbroke a fait prisonniers Bushy et Greene. Avant de les faire exécuter, il leur reproche d'avoir perverti le roi, sous-entendant peut-être des relations homosexuelles. Il les livre à leurs bourreaux.

#### Scène 2 (près du château deBarkloughly[24])
Richard a remis le pied en Angleterre. Salisbury vient lui dire qu'il n'a pas de troupes à lui offrir : les troupes galloises escomptées sont allées rejoindre Bolingbroke. Richard espère encore les forces de York, mais Scroop finit par lui avouer qu'York a rejoint Bolingbroke. Richard se laisse aller au désespoir. Il décide de se réfugier dans le château de Flint.

#### Scène 3 (près du château de Flint)

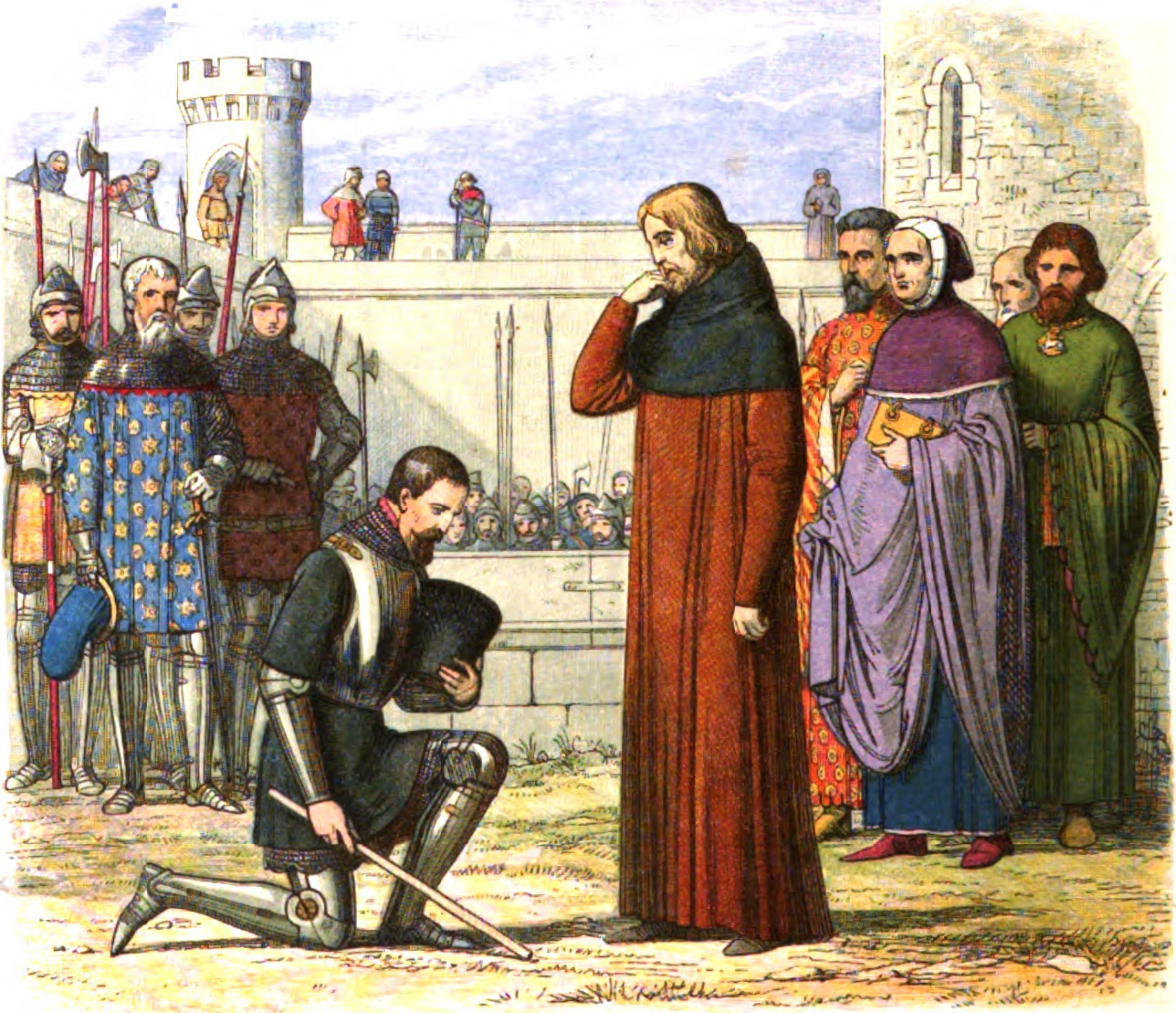
Bolingbroke rejoint le roi Richard au château de Flint et s'agenouille devant lui.

Bolingbroke apprend que le roi s'est réfugié dans ce château. Il fait dire à Richard qu'il dépose à ses pieds ses armes et ses troupes contre la restitution de ses terres. Le roi répond favorablement à cette demande, tout en confiant à Aumerle qu'il agit ainsi dans l'attente de renforts. En même temps, il semble résigné à perdre son titre de roi. En tête à tête avec Bolingbroke, il lui confirme que ses titres et ses terres lui sont restitués. Ils décident de rentrer à Londres.

#### Scène 4 (dans un jardin)
La reine et ses suivantes recherchent un jeu pour oublier la situation présente, mais sans succès. Un jardinier et son apprenti discutent en faisant l'analogie entre ce jardin à l'abandon et le royaume d'Angleterre. Le jardinier prophétise que Richard va être déposé.

### Acte IV - L’abdication

#### Scène 1 (auParlement d'Angleterre[25])
Bolingbroke demande à Bagot qui a tramé avec le roi la mort de Woodstock. Bagot désigne Aumerle. Celui-ci le traite de menteur, mais d'autres seigneurs confirment cette accusation, se disant prêts à se battre contre Aumerle pour prouver leur bonne foi. On apprend alors que Mowbray, qui aurait pu donner des précisions sur ce meurtre, car il était à l'époque gouverneur de Calais, vient de mourir à Venise. Bolingbroke décide que ce différend restera en suspens jusqu'à ce qu'il organise un duel judiciaire.

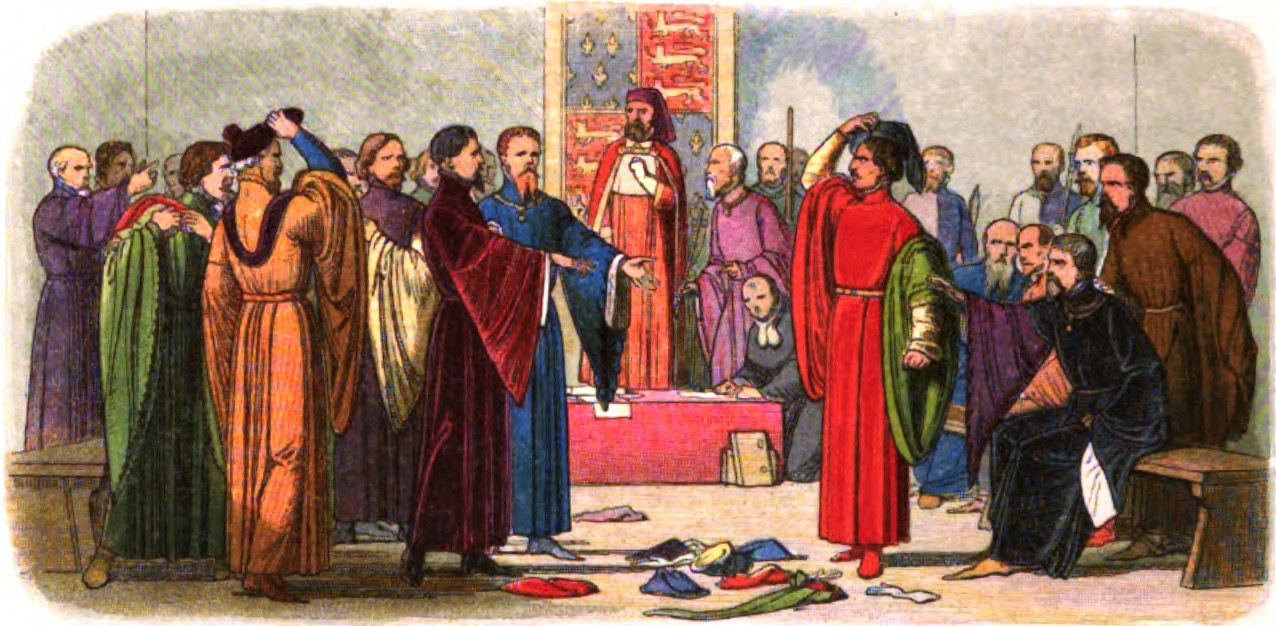
Fitzwater défie Aumerle et le traite de menteur.

York vient annoncer que Richard a adopté Bolingbroke comme héritier, permettant à celui-ci de devenir roi. L'évêque de Carlisle est le seul à condamner cette procédure, la qualifiant de « noir forfait » et de « crime odieux », aucun sujet n'ayant le droit de juger son roi et a fortiori de le déposer. Northumberland l'arrête pour haute trahison.
Partie censurée sous Élisabeth Ire
Bolingbroke fait venir Richard devant le Parlement, afin que la passation de pouvoir soit incontestable. Bolingbroke lui demande s'il consent à lui remettre la couronne. Richard accepte, mais Northumberland veut qu'il lise aussi publiquement la liste de ses crimes. Richard refuse, Northumberland insiste jusqu'à ce que Bolingbroke le dispense de cette humiliation. Richard réclame un miroir, où il se mire un instant avant de le briser, symbolisant la perte de son pouvoir. Il est conduit à la Tour de Londres.

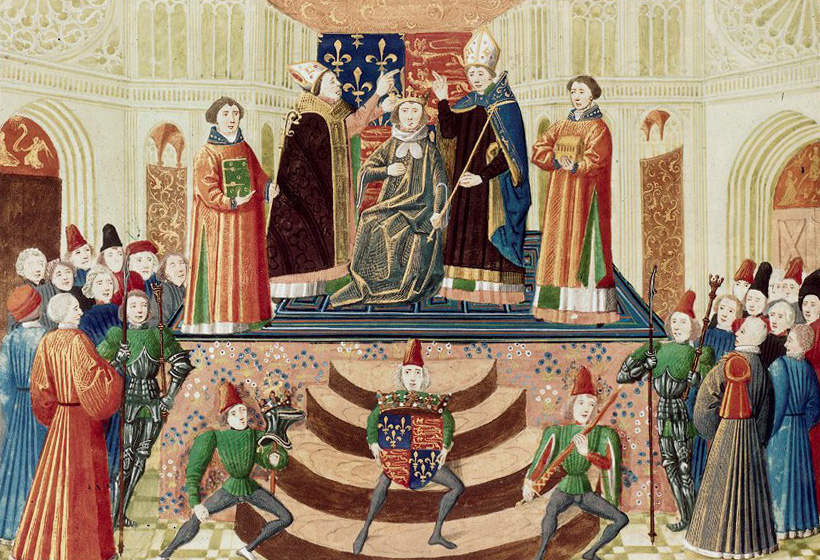
Couronnement de Henry IV.

Bolingbroke et sa suite sortent pour préparer la cérémonie du couronnement. Aumerle, Carlisle et l'abbé de Westminster, restés seuls, organisent un complot pour éliminer Bolingbroke.

### Acte V - L’exécution

#### Scène 1 (à Londres)
La reine regarde passer Richard conduit à la Tour de Londres. Ils se disent adieu, quand Northumberland arrive leur dire que le roi ne sera pas gardé à la Tour mais au château de Pomfret dans le Yorkshire de l'Ouest, tandis que la reine sera reconduite en France, sa terre natale. Le roi et la reine se séparent avec déchirement.

#### Scène 2 (au domicile de la famille York)
York raconte à sa femme comment étaient arrivés à Londres Bolingbroke et son prisonnier Richard quelque temps auparavant. La foule acclamait Bolingbroke, tandis qu'elle restait silencieuse au passage du roi Richard, lui jetant même de la poussière à la tête. Leur fils, Aumerle, apparaît alors, et son père aperçoit un document qu'il tente de cacher sous son habit. Il s'en saisit de force : il s'agit d'un complot visant à tuer Bolingbroke, devenu le nouveau roi Henri IV. York part immédiatement dénoncer son fils. La duchesse conseille à son fils de chevaucher plus rapidement que son père de façon à tout avouer avant qu'il n'arrive.

#### Scène 3 (au palais royal)
Aumerle arrive à toute allure au palais royal, fait sortir tout le monde et avoue le complot au roi, pendant que son père frappe à la porte de la pièce. Henri entre dans une violente colère, mais la duchesse, qui arrive à son tour, finit par obtenir la grâce de son fils.

#### Scène 4
Lord Exton a cru comprendre que Henri IV aimerait qu'on le débarrasse de l'ancien roi Richard.

#### Scène 5 (au château de Pomfret)

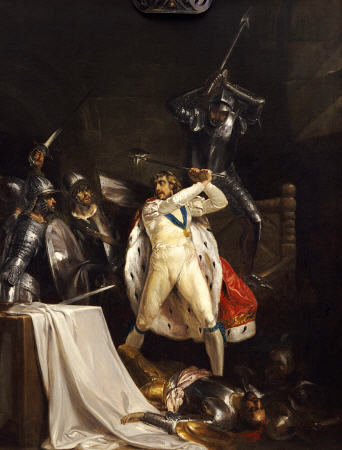
Version épique de l'assassinat de Richard II au château de Pomfret.

Richard est seul et il médite sur son sort. Il a la visite d'un palefrenier qui l'avait servi quand il était roi. Un geôlier vient lui apporter son repas, quand des assassins et Exton entrent précipitamment. Exton tue Richard.

#### Scène 6 (au palais royal)
Northumberland vient annoncer l'exécution de Salisbury, de Thomas le Despenser, de Blunt, du duc de Surrey, et de quelques autres. Exton entre avec un cercueil, celui de Richard. Henri IV n'est pas content de ce crime, et il annonce un voyage en Terre sainte pour se faire pardonner.

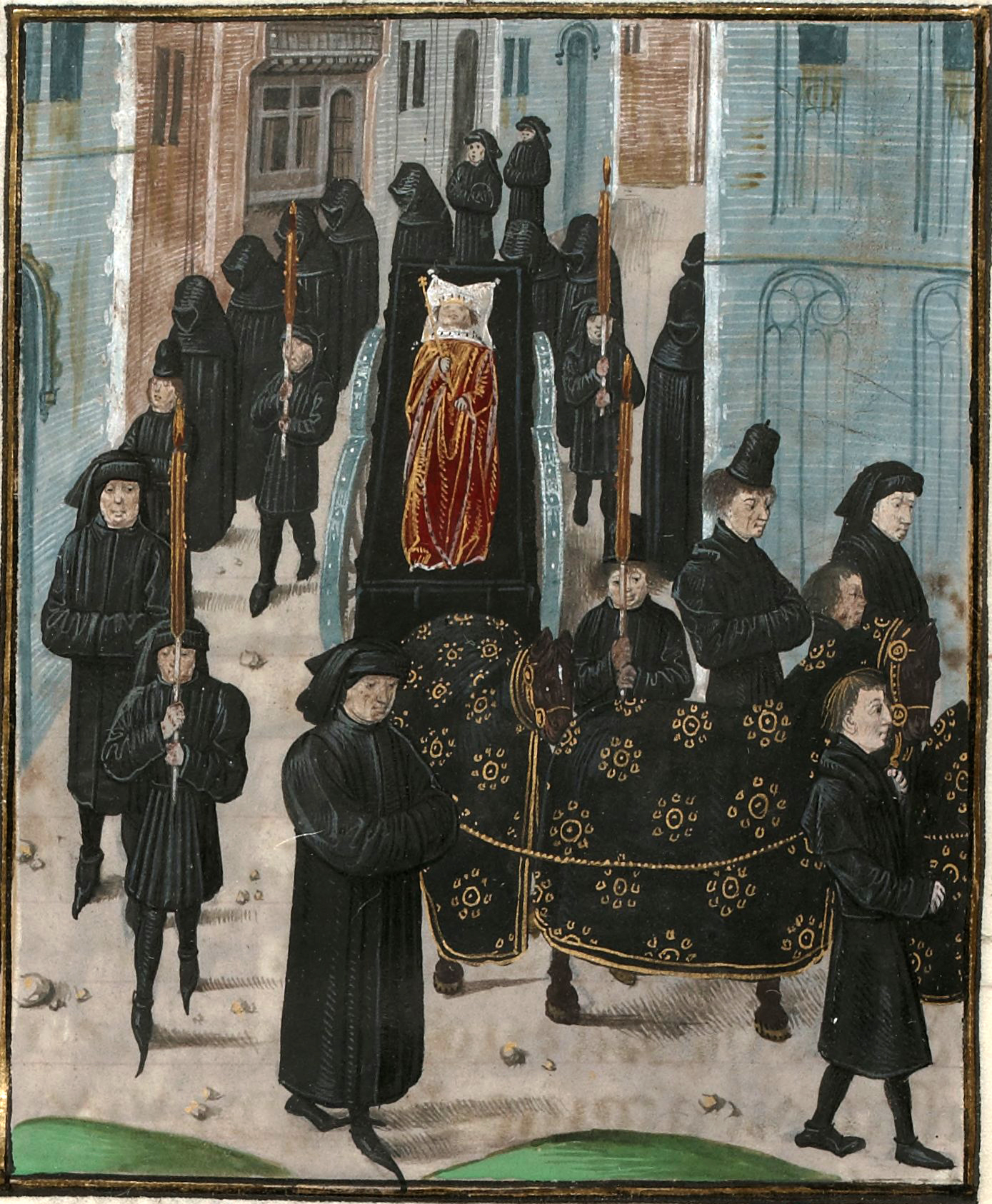
Funérailles de Richard II.

## Mises en scène au festival d'Avignon
- 1947 : Mise en scène de Jean Vilar qui tient le rôle de Richard, dans la cour d'Honneur. Il s'agit de la 1re pièce jouée lors du 1er festival d'Avignon.
- 1982 : Mise en scène d'Ariane Mnouchkine, directrice du théâtre du Soleil. Georges Bigot tient le rôle de Richard.
- 2010 : Mise en scène de Jean-Baptiste Sastre au Festival d'Avignon dans la cour d'honneur du palais des papes[26]. Denis Podalydès tient le rôle de Richard.
- 2022 : Mise en scène de Christophe Rauck au gymnase du lycée Aubanel, avec Micha Lescot dans le rôle titre.